# Jos Lansink
Jozeph Johannes Gerardus Marinus Lansink, detto Jos (19 marzo 1961), è un cavaliere olandese naturalizzato belga.

## Palmarès

### Olimpiadi
- 1 medaglia:
  - 1 oro (Barcellona 1992 nel salto a squadre[1])

### Mondiali
- 3 medaglie:
  - 1 oro (Aachen 2006 nel salto individuale[2])
  - 2 bronzi (Jerez 2002 nel salto a squadre[2]; Lexington 2010 nel salto a squadre[2])

### Europei
- 7 medaglie:
  - 2 ori (La Baule 1991 nel salto a squadre[1]; Mannheim 2007 nel salto a squadre[2])
  - 2 argenti (Mannheim 1997 nel salto a squadre[1]; Mannheim 2007 nel salto individuale[1])
  - 3 bronzi (Rotterdam 1989 nel salto individuale[1]; La Baule 1991 nel salto individuale[1]; Hickstead 1999 nel salto a squadre[1])